# 리만-르베그 보조정리
리만-르베그 보조정리(Riemann-Lebesgue lemma, -補助定理)는 조화해석학과 점근해석학, 푸리에 해석학 등에서 취급되는 수학 정리로, 독일의 수학자 베른하르트 리만과 프랑스 수학자 앙리 르베그의 이름이 붙어 있다. 간단히 말해, 이 보조정리는 L1 공간에 속하는 어떤 함수의 푸리에 변환이나 라플라스 변환은 무한대에서 0으로 수렴한다는 내용을 담고 있다.

## 공식화
함수 f:R→C에 대하여, f ∈ L1 이라면 다음이 성립한다.
{\displaystyle z\to \pm \infty } 일 때, {\displaystyle \int _{-\infty }^{\infty }f(x)e^{-izx}\,dx\to 0.}
같은 조건의 함수를 라플라스 변환한 것에 대해서도 성립한다. 이 경우에는 보다 광범위한 결과를 얻는다.
{\displaystyle Im(z)\geq 0} 인 반평면 상에서 {\displaystyle |z|\to \infty } 일 때, {\displaystyle \int _{0}^{\infty }f(x)e^{-zx}\,dx\to 0.}
또한, 이는 n차원 푸리에 변환에 대해서도 성립한다. 즉, f ∈ {\displaystyle L^{1}(R^{n})} 에 대하여,
{\displaystyle \lim _{|\xi |\to \infty }{\widehat {f}}(\xi )=0.}

## 참고 문헌
- Frank Jones, Lebesgue Integration on Euclidian Space, Jones and Bartlett Mathematics, 2001.